# Damernas individuella tävling i bågskytte vid olympiska sommarspelen 1996
Den här artikeln behandlar damernas individuella tävling i bågskytte under olympiska sommarspelen 1996 i Atlanta. 

## Medaljörer
| Klass               | Guld                 | Silver        | Brons                  |
| Individuellt, damer | Kim Kyung-Wook (KOR) | He Ying (CHN) | Olena Sadovnytja (UKR) |

## Resultat

### Utslagningsrond
| Slutlig placering | Ranking- runda | Bågskytt                     | Ranking- runda | 32-dels- finaler | Sextondels- finaler | Åttondels- finaler | Kvarts- finaler | Semi- finaler | Final |
| ----------------- | -------------- | ---------------------------- | -------------- | ---------------- | ------------------- | ------------------ | --------------- | ------------- | ----- |
| 1                 | 8              | Kim Kyung-Wook (KOR)         | 661            | 164              | 159                 | 165                | 106             | 111           | 113   |
| 2                 | 2              | He Ying (CHN)                | 669            | 158              | 163                 | 165                | 103             | 101           | 107   |
| 3                 | 5              | Olena Sadovnycha (UKR)       | 663            | 153              | 158                 | 161                | 108             | 109           | 109   |
| 4                 | 6              | Elif Altankaynak (TUR)       | 663            | 155              | 160                 | 160                | 109             | 100           | 102   |
| 5                 | 35             | Olga Yakusheva (BLR)         | 635            | 159              | 153                 | 161                | 107             |               |       |
| 6                 | 4              | Kim Jo-Sun (KOR)             | 663            | 163              | 163                 | 164                | 105             |               |       |
| 7                 | 32             | Wang Xiaozhu (CHN)           | 636            | 152              | 156                 | 156                | 103             |               |       |
| 8                 | 42             | Barbara Mensing (GER)        | 632            | 150              | 144                 | 163                | 93              |               |       |
| 9                 | 9              | Yoon Hye-Young (KOR)         | 660            | 165              | 167                 | 164                |                 |               |       |
| 10                | 15             | Alison Williamson (GBR)      | 648            | 156              | 157                 | 159                |                 |               |       |
| 11                | 12             | Joanna Nowicka (POL)         | 651            | 165              | 152                 | 158                |                 |               |       |
| 12                | 7              | Natalia Valeeva (MDA)        | 662            | 159              | 160                 | 158                |                 |               |       |
| 13                | 19             | Lin Yi-Yin (TPE)             | 644            | 159              | 155                 | 157                |                 |               |       |
| 14                | 20             | Rita Galinovskaya (RUS)      | 644            | 150              | 155                 | 157                |                 |               |       |
| 15                | 11             | Lioudmila Arjannikova (NED)  | 652            | 149              | 160                 | 150                |                 |               |       |
| 16                | 17             | Janet Dykman (USA)           | 646            | 156              | 154                 | 149                |                 |               |       |
| 17                | 31             | Wenche-Lin Hess (NOR)        | 636            | 154              | 163                 |                    |                 |               |       |
| 18                | 29             | Marisol Breton (MEX)         | 638            | 142              | 157                 |                    |                 |               |       |
| 19                | 41             | Lin Ya-Hua (TPE)             | 632            | 162              | 155                 |                    |                 |               |       |
| 20                | 40             | Séverine Bonal (FRA)         | 632            | 156              | 153                 |                    |                 |               |       |
| 21                | 3              | Natalia Nasaridze (TUR)      | 667            | 168              | 153                 |                    |                 |               |       |
| 22                | 21             | Lindsay Langston (USA)       | 643            | 151              | 152                 |                    |                 |               |       |
| 23                | 1              | Lina Herasymenko (UKR)       | 673            | 156              | 152                 |                    |                 |               |       |
| 24                | 52             | Kinue Kodama (JPN)           | 613            | 159              | 151                 |                    |                 |               |       |
| 25                | 28             | Katarzyna Klata (POL)        | 639            | 152              | 151                 |                    |                 |               |       |
| 26                | 22             | Jenny Sjöwall (SWE)          | 643            | 152              | 151                 |                    |                 |               |       |
| 27                | 27             | Christel Verstegen (NED)     | 639            | 155              | 149                 |                    |                 |               |       |
| 28                | 14             | Giovanna Aldegani (ITA)      | 650            | 157              | 149                 |                    |                 |               |       |
| 29                | 16             | Yang Jianping (CHN)          | 648            | 159              | 148                 |                    |                 |               |       |
| 30                | 26             | Kirstin Jean Lewis (RSA)     | 639            | 150              | 143                 |                    |                 |               |       |
| 31                | 18             | Olga Zabugina (BLR)          | 645            | 158              | 142                 |                    |                 |               |       |
| 32                | 55             | Nurfitriyana Lantang (INA)   | 600            | 155              | 141                 |                    |                 |               |       |
| 33                | 57             | Iwona Dzięcioł (POL)         | 599            | 158              |                     |                    |                 |               |       |
| 34                | 24             | Sandra Wagner-Sachse (GER)   | 640            | 158              |                     |                    |                 |               |       |
| 35                | 48             | Christa Bäckman (SWE)        | 617            | 154              |                     |                    |                 |               |       |
| 36                | 51             | Danahuri Dahliana (INA)      | 615            | 153              |                     |                    |                 |               |       |
| 37                | 10             | Anna Mozhar (KAZ)            | 653            | 153              |                     |                    |                 |               |       |
| 38                | 61             | Nadejda Palovandova (MDA)    | 580            | 153              |                     |                    |                 |               |       |
| 39                | 53             | Judi Adams (USA)             | 606            | 152              |                     |                    |                 |               |       |
| 40                | 47             | Cornelia Pfohl (GER)         | 621            | 152              |                     |                    |                 |               |       |
| 41                | 43             | Ai Ouchi (JPN)               | 631            | 152              |                     |                    |                 |               |       |
| 42                | 25             | Hamdiah Damanhuri (INA)      | 639            | 151              |                     |                    |                 |               |       |
| 43                | 30             | Kristina Persson (SWE)       | 636            | 151              |                     |                    |                 |               |       |
| 44                | 45             | Jargal Otgon (MGL)           | 630            | 150              |                     |                    |                 |               |       |
| 45                | 39             | Judit Kovács (HUN)           | 633            | 150              |                     |                    |                 |               |       |
| 46                | 44             | Yang Chun-Chi (TPE)          | 630            | 150              |                     |                    |                 |               |       |
| 47                | 38             | Elif Ekşi (TUR)              | 633            | 150              |                     |                    |                 |               |       |
| 48                | 49             | Myfanwy Matthews (AUS)       | 616            | 150              |                     |                    |                 |               |       |
| 49                | 37             | Khatouna Kurivichvili (GEO)  | 634            | 148              |                     |                    |                 |               |       |
| 50                | 13             | Makhlukhanum Murzayeva (RUS) | 650            | 147              |                     |                    |                 |               |       |
| 51                | 59             | Tímea Kiss (HUN)             | 582            | 147              |                     |                    |                 |               |       |
| 52                | 34             | Irina Leonova (KAZ)          | 635            | 145              |                     |                    |                 |               |       |
| 53                | 23             | Elena Tutatchikova (RUS)     | 641            | 145              |                     |                    |                 |               |       |
| 54                | 33             | Paola Fantato (ITA)          | 635            | 143              |                     |                    |                 |               |       |
| 55                | 54             | Nataliya Bilukha (UKR)       | 605            | 141              |                     |                    |                 |               |       |
| 56                | 58             | Misato Koide (JPN)           | 583            | 141              |                     |                    |                 |               |       |
| 57                | 50             | Deonne Bridger (AUS)         | 615            | 141              |                     |                    |                 |               |       |
| 58                | 46             | Yana Touniiantse (KAZ)       | 621            | 140              |                     |                    |                 |               |       |
| 59                | 62             | Jill Borresen (RSA)          | 567            | 140              |                     |                    |                 |               |       |
| 60                | 36             | Giuseppina Di Blasi (ITA)    | 634            | 139              |                     |                    |                 |               |       |
| 61                | 56             | Leanda Hendricks (RSA)       | 600            | 138              |                     |                    |                 |               |       |
| 62                | 64             | Jennifer Mbuta (KEN)         | 500            | 126              |                     |                    |                 |               |       |
| 63                | 60             | Ugyen Ugyen (BHU)            | 580            | 126              |                     |                    |                 |               |       |
| 64                | 63             | María Reyes (PUR)            | 535            | 123              |                     |                    |                 |               |       |

### 32-delsfinaler
| Vinnare                     | Resultat        | Slogs ut                     |  |
| --------------------------- | --------------- | ---------------------------- |  |
| Lina Herasymenko (UKR)      | (156-126)       | Jennifer Mbuta (KEN)         |  |
| Wang Xiaozhu (CHN)          | (152-143)       | Paola Fantato (ITA)          |  |
| Janet Dykman (USA)          | (156-154)       | Christa Bäckman (SWE)        |  |
| Yang Jianping (CHN)         | (159-150)       | Myfanwy Matthews (AUS)       |  |
| Kim Kyung-Wook (KOR)        | (164-158)       | Iwona Dzięcioł (POL)         |  |
| Severine Bonal (FRA)        | (156-151)       | Hamdiah Damanhuri (INA)      |  |
| Lin Ya-Hua (TPE)            | (162-158)       | Sandra Wagner (GER)          |  |
| Yoon Hye-Young (KOR)        | (165-138)       | Leanda Hendricks (RSA)       |  |
| Olena Sadovnycha (UKR)      | (153-126)       | Ugyen Ugyen (BHU)            |  |
| Katarzyna Klata (POL)       | (152-148)       | Khatouna Kurivichvili (GEO)  |  |
| Lindsay Langston (USA)      | (151-150)       | Yang Chun-Chi (TPE)          |  |
| Joanna Nowicka (POL)        | (165-152)       | Judi Adams (USA)             |  |
| Kim Jo-Sun (KOR)            | (163-153)       | Nadejda Palovandova (MDA)    |  |
| Marisol Breton (MEX)        | (142-139)       | Giuseppina di Blasi (ITA)    |  |
| Rita Galinovskaya (RUS)     | (150-150, 10-6) | Jargal Otgon (MGL)           |  |
| Kinue Kodama (JPN)          | (159-147)       | Makhlukhanum Murzayeva (RUS) |  |
| Natalia Nasaridze (TUR)     | (168-140)       | Jill Borresen (RSA)          |  |
| Olga Yakusheva (BLR)        | (159-151)       | Kristina Persson (SWE)       |  |
| Lin Yi-Yin (TPE)            | (159-140)       | Yana Touniiantse (KAZ)       |  |
| Giovanna Aldegani (ITA)     | (157-153)       | Danahuri Dahliana (INA)      |  |
| Elif Altinkaynak (TUR)      | (155-147)       | Timea Kiss (HUN)             |  |
| Christel Verstegen (NED)    | (155-150)       | Elif Eksi (TUR)              |  |
| Jenny Sjöwall (SWE)         | (152-152, 9-8)  | Ai Ouchi (JPN)               |  |
| Lioudmila Arjannikova (NED) | (149-141)       | Natalya Bilukha (UKR)        |  |
| Natalia Valeeva (MDA)       | (159-141)       | Misato Koide (JPN)           |  |
| Kirstin Lewis (RSA)         | (150-150, 10-7) | Judit Kovacs (HUN)           |  |
| Barbara Mensing (GER)       | (150-145)       | Elena Tutatchikova (RUS)     |  |
| Nurfitriyana Lantang (INA)  | (155-153)       | Anna Mozhar (KAZ)            |  |
| He Ying (CHN)               | (158-123)       | Maria Reyes (PUR)            |  |
| Wenche-Lin Hess (NOR)       | (154-148)       | Irina Leonova (KAZ)          |  |
| Olga Zabugina (BLR)         | (158-152)       | Cornelia Pfohl (GER)         |  |
| Alison Williamson (GBR)     | (156-141)       | Deonne Bridger (AUS)         |  |

### Sextondelsfinaler
| Vinnare                     | Resultat        | Slogs ut                   |  |
| --------------------------- | --------------- | -------------------------- |  |
| Wang Xiaozhu (CHN)          | (156-152)       | Lina Herasymenko (UKR)     |  |
| Janet Dykman (USA)          | (154-148)       | Yang Jianping (CHN)        |  |
| Kim Kyung-Wook (KOR)        | (159-153)       | Severine Bonal (FRA)       |  |
| Yoon Hye-Young (KOR)        | (167-155)       | Severine Bonal (TPE)       |  |
| Olena Sadovnycha (UKR)      | (158-151)       | Katarzyna Klata (POL)      |  |
| Joanna Nowicka (POL)        | (152-152, 9-8)  | Lindsay Langston (USA)     |  |
| Kim Jo-Sun (MEX)            | (158-157)       | Marisol Breton (MEX)       |  |
| Rita Galinovskaya (RUS)     | (155-151)       | Kinue Kodama (JPN)         |  |
| Olga Yakusheva (TUR)        | (153-153, 9-8)  | Natalia Nasaridze (TUR)    |  |
| Lin Yi-Yin (ITA)            | (155-149)       | Giovanna Aldegani (ITA)    |  |
| Elif Altinkaynak (TUR)      | (160-149)       | Christel Verstegen (NED)   |  |
| Lioudmila Arjannikova (NED) | (160-151)       | Jenny Sjöwall (SWE)        |  |
| Natalia Valeeva (MDA)       | (160-143)       | Kirstin Lewis (RSA)        |  |
| Barbara Mensing (GER)       | (144-141)       | Nurfitriyana Lantang (INA) |  |
| He Ying (CHN)               | (163-163, 10-7) | Wenche-Lin Hess (NOR)      |  |
| Alison Williamson (GBR)     | (152-147)       | Olga Zabugina (BLR)        |  |

### Åttondelsfinaler
| Vinnare                | Resultat  | Slogs ut                    |  |
| ---------------------- | --------- | --------------------------- |  |
| Wang Xiaozhu (CHN)     | (156-149) | Janet Dykman (USA)          |  |
| Kim Kyung-Wook (KOR)   | (165-164) | Yoon Hye-Young (KOR)        |  |
| Olena Sadovnycha (UKR) | (161-158) | Joanna Nowicka (POL)        |  |
| Kim Jo-Sun (KOR)       | (164-157) | Rita Galinovskaya (RUS)     |  |
| Olga Yakusheva (BLR)   | (161-157) | Lin Yi-Yin (TPE)            |  |
| Elif Altinkaynak (TUR) | (160-150) | Lioudmila Arjannikova (NED) |  |
| Barbara Mensing (GER)  | (163-158) | Natalia Valeeva (MDA)       |  |
| He Ying (CHN)          | (165-159) | Alison Williamson (GBR)     |  |

### Kvartsfinaler
| Vinnare                | Resultat  | Slogs ut              |  |
| ---------------------- | --------- | --------------------- |  |
| Kim Kyung-Wook (KOR)   | (106-103) | Wang Xiaozhu (CHN)    |  |
| Olena Sadovnycha (UKR) | (108-105) | Kim Jo-Sun (KOR)      |  |
| Elif Altinkaynak (TUR) | (109-107) | Olga Yakusheva (BLR)  |  |
| He Ying (CHN)          | (103-93)  | Barbara Mensing (GER) |  |

### Semifinaler
| Vinnare              | Resultat  | Slogs ut               |  |
| -------------------- | --------- | ---------------------- |  |
| Kim Kyung-Wook (KOR) | (111-109) | Olena Sadovnycha (UKR) |  |
| He Ying (CHN)        | (101-100) | Elif Altinkaynak (TUR) |  |

### Bronsmatch
| Vinnare                | Resultat  | Slogs ut               |  |
| ---------------------- | --------- | ---------------------- |  |
| Olena Sadovnycha (UKR) | (109-102) | Elif Altinkaynak (TUR) |  |

### Final
| Vinnare              | Resultat  | Slogs ut      |  |
| -------------------- | --------- | ------------- |  |
| Kim Kyung-Wook (KOR) | (113-107) | He Ying (CHN) |  |